# 彰化縣二林鎮萬興國民小學
彰化縣二林鎮萬興國民小學是位於臺灣彰化縣二林鎮永興里二溪路六段433號的國民小學，其校史可追溯至1919年成立的萬興分離教室，至今超過百年。

## 沿革
日治時期
- 1919年4月1日，二林公學校成立分離教室，為現今彰化縣萬興國民小學的起源。
- 1920年，成為二林公學校的萬興分教場，謝彪擔任分教場主任。
- 1924年，獨立為萬興公學校，首任校長為柿原啟六[1]。

戰後
- 1936年，另設立塗仔崙和崙仔腳各一個分班。
- 1947年2月1日，將塗仔崙和崙仔腳分班升格為華崙分校，教師張籠兼任分校主任。
- 1951年，再設立趙甲分校一班，此時班級數達十七班（本校十二班、華崙分校四班、趙甲分班一班）。
- 1955年，全校班級數已達二十七班。
- 1956年8月1日，華崙分校獨立為中興國民學校。
- 1959年，趙甲分校獨立為新生國民學校。
- 1968年，實施九年國民義務教育，改名為彰化縣萬興國民小學。
- 1974年起，實施全校全日制上課[2]。

## 歷任校長
|          | 姓名     | 任期                  |
| -------- | -------- | --------------------- |
| 1        | 柿原啟六 | 1924年4月－1926年4月  |
| 2        | 謝悅     | 1926年4月－1941年4月  |
| 3        | 大賀大助 | 1941年4月－1945年12月 |
| 4        | 吳文源   | 1945年12月－1951年9月 |
| 5        | 洪士     | 1951年9月－1953年8月  |
| 6        | 殷金錠   | 1953年8月－1955年8月  |
| 7        | 吳明發   | 1955年9月－1962年7月  |
| 8        | 瞿曜汾   | 1962年7月－1969年8月  |
| 9        | 張樑柱   | 1969年8月－1973年8月  |
| 10       | 洪萬     | 1973年9月－1974年1月  |
| 11       | 謝海土   | 1974年9月－1982年8月  |
| 12       | 顏國義   | 1982年9月－1990年8月  |
| 13       | 謝柳     | 1990年9月－1995年8月  |
| 14       | 王本源   | 1995年8月－1997年8月  |
| 15       | 陳瑞吉   | 1997年8月－2005年7月  |
| 16       | 劉輝煌   | 2005年8月－2012年7月  |
| 17       | 楊振豐   | 2012年8月－2019年7月  |
| 18       | 洪仁     | 2019年8月－2021年7月  |
| 19       | 吳貴枝   | 2021年8月－           |
| 参考来源 |          |                       |

## 學校特色

### 「星星閣」圖書館
彰化縣萬興國民小學的多功能圖書館，以「星星閣」作為其新名，主設計以白色和原木色為主，由台中市京悅設計監造，國內室內設計師余杰茂（京悅設計公司負責人）負責整體規劃和設計。除了能在舒適的空間進行閱讀，學校其他的社團，例如：茶道社，也以此空間為上課場地。整建圖書館所需經費則由彰化縣政府「書福悅讀計畫」計畫補助，總計新臺幣190萬元整。

### 萬興國小3D彩繪牆
彰化縣萬興國民小學以宇宙銀河、深海鯨鯊、再現侏羅紀等主題的立體彩繪，為老舊的牆面注入新的生命；3D彩繪所帶來的立體錯覺，吸引許多民眾打卡拍照，成了打卡景點。

## 相關
- 萬興國小